# Liste d'architectes et ingénieurs navals
Cette liste présente les ingénieurs et architectes navals par ordre chronologique de naissance, ainsi que leurs réalisations principales.

## Antiquité
| Nom        | Dates       | Nationalités | Œuvres notables                                        |
| ---------- | ----------- | ------------ | ------------------------------------------------------ |
| Améinoclès | Vers -704   | Grec         | Inventeur supposé des trières                          |
| Archimède  | -287 à -212 | Grec         | Vis d'Archimède, engins de combat naval, hydrostatique |

## XVIesiècle
| Nom                | Dates       | Nationalités         | Œuvres notables                                                                  |
| ------------------ | ----------- | -------------------- | -------------------------------------------------------------------------------- |
| Matthew Baker      | 1530 - 1613 | Royaume d'Angleterre | « race-built ships ». Premiers plans de navires ; Dreadnought, Vanguard, Repulse |
| Phineas Pett       | 1570 - 1647 | Royaume d'Angleterre | HMS Sovereign of the Seas                                                        |
| David Balfour      | 1574 - 1634 | Royaume d'Écosse     | Plans de navires pour la marine danoise                                          |
| Joseph Furttenbach | 1591 - 1667 | Allemagne            | Architectura Navalis,                                                            |

## XVIIesiècle
| Nom              | Dates       | Nationalités         | Œuvres notables                                                     |
| ---------------- | ----------- | -------------------- | ------------------------------------------------------------------- |
| Laurent Hubac    | 1607 - 1682 | France               | Vaisseau amiral le Soleil Royal                                     |
| Anthony Deane    | 1638 - 1721 | Royaume d'Angleterre | Doctrine of Naval Architecture                                      |
| Edmund Dummer    | 1651 - 1713 | Royaume d'Angleterre | Standardisation et modernisation de la construction navale anglaise |
| François Coulomb | 1691 - 1751 | France               | Le Tonnant, le Foudroyant, l'Océan                                  |
| Pierre Bouguer   | 1698 - 1758 | France               | Traité du navire                                                    |

## XVIIIesiècle

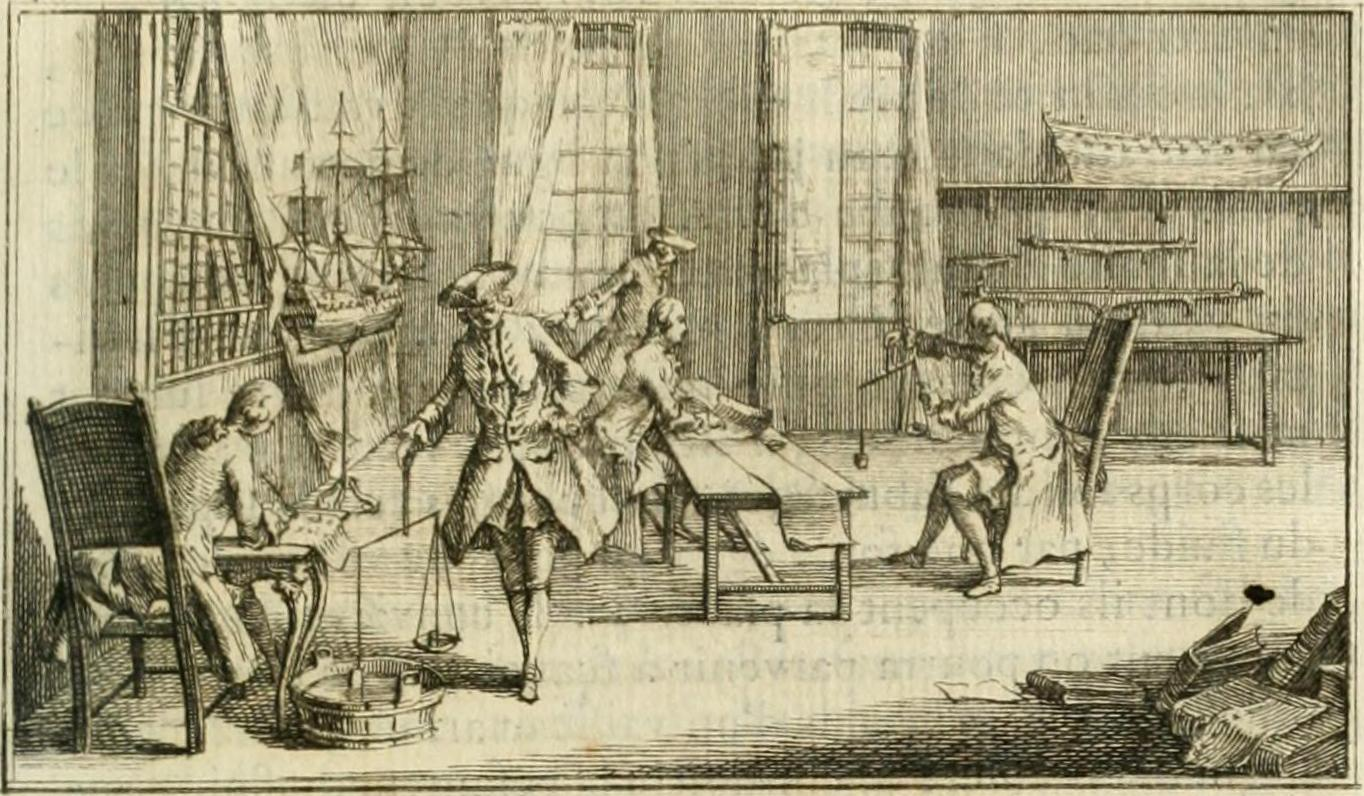
Ingénieurs de Marine au travail au milieu du XVIIIe siècle.

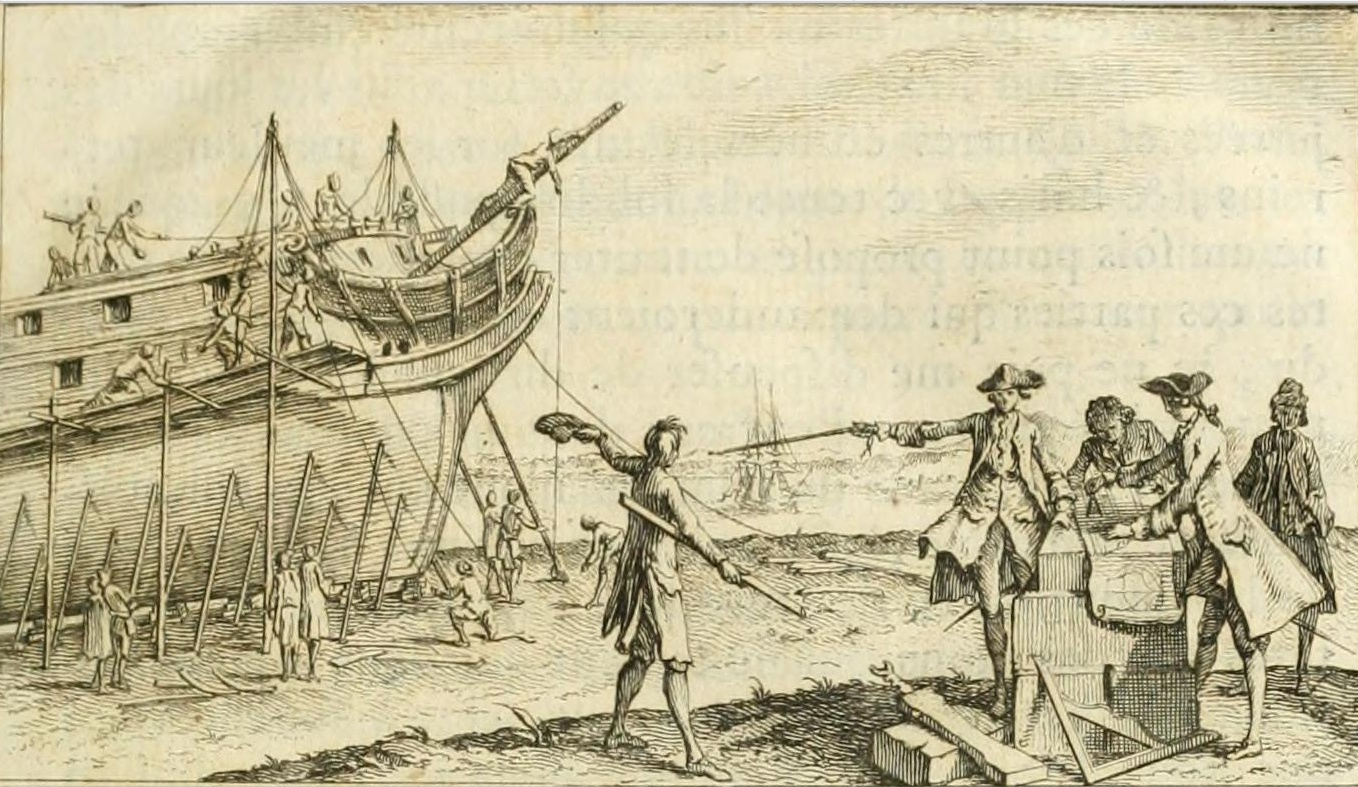
Ingénieurs de Marine au travail sur un chantier naval au milieu du XVIIIe siècle. Dessin de Nicolas Ozanne.

| Nom                                        | Dates         | Nationalités                                | Œuvres notables |
| ------------------------------------------ | ------------- | ------------------------------------------- | --- |
| Blaise-Joseph Ollivier                     | 1701 - 1746   | France                                      | Le Dauphin Royal |
| Thomas Slade                               | 1703/4 - 1771 | Royaume de Grande-Bretagne                  | Le HMS Victory |
| Jacques Luc Coulomb                        | 1713 - 1791   | France                                      | Le Soleil Royal et le Formidable |
| Frédéric Henry de Chapman                  | 1721 – 1808   | Suède                                       | Traité de la construction des vaisseaux ; navires de ligne suédois                                                                                   |
| François-Guillaume Clairain des Lauriers   | 1722 - 1780   | France                                      | Le Duc de Bourgogne et le Ville de Paris |
| Antoine Groignard                          | 1727 - 1799   | France                                      | La Bretagne |
| Joseph-Louis Ollivier                      | 1729 - 1777   | France                                      | Le Saint-Esprit et l'Artésien |
| John Wilkinson                             | 1728 - 1810   | Royaume-Uni de Grande-Bretagne et d'Irlande | Trial, première péniche en fer |
| John Henslow                               | 1730 - 1815   | Royaume-Uni de Grande-Bretagne et d'Irlande | Le HMS Phoebe, classes Acute et Laurel |
| Léon Guignace                              | 1731 - 1805   | France                                      | Frégates la Belle Poule et l'Hermione |
| José Romero y Fernández de Landa           | 1735 - 1807   | Espagne                                     | Navires de lignes espagnols |
| Pierre Ozanne                              | 1737 - 1813   | France                                      | Le Vétéran, Impérial |
| Jacques-Noël Sané                          | 1740 - 1831   | France                                      | Vaisseaux de ligne de 118 canons |
| John Schanck                               | 1740 - 1823   | Royaume-Uni de Grande-Bretagne et d'Irlande | Quilles amovibles sur les navires de commerce |
| Marmaduke Stalkartt                        | 1750 - 1805   | Royaume-Uni de Grande-Bretagne et d'Irlande | Naval Architecture, Ambi-Navigator Kent (propulsé à la vapeur)                                                                                       |
| Joshua Humphreys                           | 1751 - 1838   | États-Unis                                  | Frégates originelles de l'US Navy |
| Jamsetjee Bomanjee Wadia                   | 1754 - 1821   | Inde                                        | Trincomalee |
| Agustín de Betancourt                      | 1758 - 1824   | Espagne / Russie                            | Premier navire à vapeur russe |
| Jacques Balthazar Brun de Sainte-Catherine | 1759 - 1835   | France / Turquie / Russie                   | Le Galibi mâté en goélette, des Trois-Ponts dont le Mesudye et le Khabryi, le Mirnyi et le Vostok pour l'expédition en Antarctique de Bellingshausen |
| William Symington                          | 1763 - 1831   | Royaume-Uni de Grande-Bretagne et d'Irlande | Charlotte Dundas et Charlotte Dundas II |
| Mark Beaufoy                               | 1764 - 1827   | Royaume-Uni de Grande-Bretagne et d'Irlande | Plus de 1 700 tests en bassin d'essai |
| Robert Fulton                              | 1765 - 1815   | États-Unis                                  | Premier vapeur rentable, le Clermont. |
| Robert Seppings                            | 1767 - 1840   | Royaume-Uni de Grande-Bretagne et d'Irlande | Proues et poupes arrondies, renforts diagonaux |
| Samuel Humphreys                           | 1778 - 1846   | États-Unis                                  | Navires de ligne USS Pennsylvania, USS Franklin |
| Antoine Nicolas François Bonjean           | 1778 - 1822   | France                                      | Courbes de Bonjean |
| Jean-Baptiste Hubert                       | 1781 - 1845   | France                                      | |
| Thomas Wilson                              | 1781 - 1873   | Royaume-Uni de Grande-Bretagne et d'Irlande | Constructeur du Vulcan, un des premiers navires en fer                                                                                               |
| Frédéric Sauvage                           | 1786 - 1857   | France                                      | Pionnier de l'hélice marine |
| William Fairbairn                          | 1789 - 1874   | Royaume-Uni de Grande-Bretagne et d'Irlande | Navires en fer ; HMS Megaera |
| Robert Napier                              | 1791 - 1876   | Royaume-Uni de Grande-Bretagne et d'Irlande | Moteurs à vapeur, |

## XIXesiècle
| Nom                         | Dates       | Nationalités      | Œuvres notables                                                                                              |
| --------------------------- | ----------- | ----------------- | --- |
| Moritz von Jacobi           | 1801 - 1874 | Royaume de Prusse | Premier navire à propulsion électrique                                                                       |
| John Ericsson               | 1803 - 1889 | Suède             | USS Monitor                                                                                                  |
| Samuel M. Pook              | 1804 - 1878 | États-Unis        | Cuirassés à coque en fer de classe City                                                                      |
| John Laird                  | 1805 - 1874 | Royaume-Uni       | Premier navires en fer                                                                                       |
| John Penn                   | 1805 -1878  | Royaume-Uni       | Moteurs à vapeur                                                                                             |
| Isambard Kingdom Brunel     | 1806 - 1859 | Royaume-Uni       | Great Britain, Great Eastern, Great Western                                                                  |
| John Scott Russell          | 1808 - 1882 | Royaume-Uni       | Great Eastern avec Brunel                                                                                    |
| Francis Pettit Smith        | 1808 - 1874 | Royaume-Uni       | Un des inventeurs de l'hélice marine                                                                         |
| John W. Griffiths           | 1809 - 1882 | États-Unis        | Premier clipper « extrême », le Rainbow                                                                      |
| William Froude              | 1810 - 1879 | Royaume-Uni       | Résistance à l'avancement, nombre de Froude                                                                  |
| Donald McKay (en)           | 1810 - 1880 | États-Unis        | Clippers, dont Great Republic                                                                                |
| George Steers               | 1815 - 1856 | États-Unis        | America |
| Henri Dupuy de Lôme         | 1816 - 1885 | France            | Napoléon (premier navire de guerre à vapeur), Gloire, Gymnote (premier sous-marin électrique)                |
| William Henry Webb          | 1816 - 1889 | États-Unis        | USS Dunderberg                                                                                               |
| Cowper Phipps Coles         | 1819 - 1870 | Royaume-Uni       | Tourelles pivotantes                                                                                         |
| James Buchanan Eads         | 1820 - 1887 | États-Unis        | Cuirassés à coque en fer de classe City                                                                      |
| Julius H. Kroehl            | 1820 - 1867 | États-Unis        | Sous-marin Sub Marine Explorer                                                                               |
| Andrei Alexandrovich Popov  | 1821 - 1898 | Russie            | Cuirassé Pierre le Grand                                                                                     |
| Mikhail Britnev             | 1822 - 1889 | Empire russe      | Pilote, premier brise-glace en acier                                                                         |
| Charles Mark Palmer         | 1822 - 1907 | Royaume-Uni       | John Bowes                                                                                                   |
| Wilhelm Bauer               | 1822 - 1875 | Royaume de Prusse | Brandtaucher                                                                                                 |
| Jakob Amsler-Laffon         | 1823 - 1912 | Suisse            | Invention du planimètre circulaire                                                                           |
| Bernard Waymouth            | 1824 - 1890 | Royaume-Uni       | Thermopylae                                                                                                  |
| Samuel Plimsoll             | 1824 - 1898 | Royaume-Uni       | Ligne internationale de charge                                                                               |
| Louis Charles Antoine       | 1825 - 1897 | France            | |
| Gustave Zédé                | 1825 - 1891 | France            | Inventeur du Gymnote, premier sous-marin torpilleur opérationnel français                                    |
| George Young Blair          | 1826 - 1894 | Royaume-Uni       | Moteur à vapeur à triple expansion                                                                           |
| Samuel Hartt Pook           | 1827 - 1901 | États-Unis        | Clippers rapides                                                                                             |
| Thomas Davidson (en)        | 1828 - 1874 | États-Unis        | Réparations et sauvetages, dont USS Monongahela                                                              |
| Alexander Carnegie Kirk     | 1830 - 1892 | Royaume-Uni       | Moteur à triple expansion                                                                                    |
| Ludvig Nobel                | 1831 - 1888 |                   | Zoraster, premier pétrolier à vapeur                                                                         |
| Edward Harland              | 1831 - 1895 | Royaume-Uni       | Fondateur des chantiers Harland & Wolff                                                                      |
| Colin Archer                | 1832 - 1921 | Norvège           | Fram, prototype de bateau de sauvetage                                                                       |
| Joseph Russell              | 1834 - 1917 | Royaume-Uni       | Production en masse (aux chantiers Russell & co)                                                             |
| Bruno Joannes Tideman       | 1834 - 1883 | Pays-Bas          | Relance de la construction navale hollandaise, coefficient de frottement                                     |
| Hercules Linton             | 1837 - 1900 | Royaume-Uni       | Cutty Sark                                                                                                   |
| Augustin Normand            | 1839 - 1906 | France            | Adaptation de l'hélice sur les navires français                                                              |
| Émile Bertin                | 1840 - 1924 | France            | Caisson Bertin, bassin des carènes de Paris                                                                  |
| Theodore D. Wilson          | 1840 - 1896 | États-Unis        | Maine |
| John Philip Holland         | 1841 - 1914 | Irlande           | Sous-marins Holland 1, Fenian Ram, USS Holland                                                               |
| John Isaac Thornycroft      | 1843 - 1928 | Royaume-Uni       | Fondateur des chantiers Thornycroft                                                                          |
| Stefan Drzewiecki           | 1844 - 1938 | Pologne           | Premier sous-marin de poche                                                                                  |
| William Henry White         | 1845 - 1913 | Royaume-Uni       | classe Royal Sovereign                                                                                       |
| Philip Watts                | 1846 - 1926 | Royaume-Uni       | HMS Dreadnought                                                                                              |
| Nathanael Herreshoff        | 1848 - 1938 | États-Unis        | Voiliers de la Coupe de l'America (Vigilant, Defender, Columbia...), quilles profilées et autres innovations |
| Edward Burgess              | 1848 - 1891 | États-Unis        | Volunteer, Mayflower, Puritan                                                                                |
| Siegfried Popper            | 1848 - 1933 | Autriche-Hongrie  | Principaux navires de la marine austro-hongroise                                                             |
| Stepan Makarov              | 1849 - 1904 | Russie            | Yermak (premier brise-glace)                                                                                 |
| George Lennox Watson        | 1851 - 1904 | Royaume-Uni       | Britannia, Thistle                                                                                           |
| Isaac Peral                 | 1851 - 1895 | Espagne           | Sous-marin Peral                                                                                             |
| Vittorio Cuniberti          | 1854 - 1913 | Italie            | Concept du cuirassé monocalibre                                                                              |
| Charles Algernon Parsons    | 1854 - 1931 | Royaume-Uni       | Turbinia (yacht à vapeur), Viper (destroyer à turbine à vapeur)                                              |
| Albert Strange              | 1855 - 1917 | Royaume-Uni       | Premiers voiliers de croisière à déplacement léger (Constance, Sheila, Tally Ho)                             |
| William Fife III            | 1857 - 1944 | Royaume-Uni       | Voiliers de la coupe de l'America (série des Shamrock), Pen Duick                                            |
| Benjamin Bénéteau           | 1859 - 1928 | France            | |
| Jean Laporte                | 1859 - 1933 | France            | Quevilly |
| Gustave Leverne             | 1861 - 1940 | France            | France II |
| Lewis Nixon                 | 1861 - 1940 | États-Unis        | Premiers cuirassés américains                                                                                |
| Alexeï Krylov               | 1863 - 1945 | Russie            | Théorie des oscillations du navire, concept de stabilisation gyroscopique du roulis                          |
| James Rennie Barnett        | 1864 - 1965 | Royaume-Uni       | Recherches sur les bateaux de sauvetage, notamment auto-redressables                                         |
| Eugene McAllaster           | 1866 - 1961 | États-Unis        | Bateau-pompe Duwamish                                                                                        |
| Arthur Leopold Busch        | 1866 - 1956 | États-Unis        | Sous-marin Holland VI                                                                                        |
| Bowdoin B. Crowninshield    | 1867 - 1948 | États-Unis        | Adventuress, Thomas W. Lawson                                                                                |
| Charles Ernest Nicholson    | 1868 - 1954 | Royaume-Uni       | Istria, Shamrock V, Velsheda, Endeavour                                                                      |
| Eustace Tennyson d'Eyncourt | 1868 - 1951 | Royaume-Uni       | Nombreux navires de guerre dont HMS Hood, la classe Renown et HMS Nelson                                     |
| George Thurston             | 1869 - 1950 | Royaume-Uni       | Croiseurs Kongō et Erin                                                                                      |
| Joseph Isherwood            | 1870 - 1937 | Royaume-Uni       | Système « Isherwood » de renforts longitudinaux                                                              |
| Oscar Kjellberg             | 1870 - 1931 | Suède             | Pionnier de la soudure à l'arc et application aux navires                                                    |
| Ivan Boubnov                | 1872 - 1919 | Russie            | Premiers sous-marins russes                                                                                  |
| Nicolas Kuteïnikov          | 1872 - 1921 | Russie            | Production en série de sous-marins                                                                           |
| Thomas Andrews              | 1873 - 1912 | Royaume-Uni       | Titanic |
| Robert MacGregor            | 1873 - 1956 | Royaume-Uni       | Panneaux de cale en acier                                                                                    |
| William Hand                | 1875 - 1946 | États-Unis        | Goélettes Bowdoin, Lotus                                                                                     |
| Yuzuru Hiraga               | 1878 - 1943 | Japon             | cuirassé Yamashiro, croiseur Yubari                                                                          |
| William Starling Burgess    | 1878 - 1947 | États-Unis        | Ranger |
| Emory S. Land               | 1879 - 1971 | États-Unis        | liberty ships, sous-marins américains de classe S                                                            |
| William James Roué          | 1879 - 1970 | Canada            | Bluenose |
| William Wallace             | 1881 - 1963 | Royaume-Uni       | Stabilisateurs pour navires à passagers                                                                      |
| Vladimir Yourkevitch        | 1885 - 1964 | Russie            | Normandie |
| Anton Flettner              | 1885 - 1961 | Allemagne         | Rotor Flettner                                                                                               |
| William Francis Gibbs       | 1886 - 1967 | États-Unis        | Leviathan, United States                                                                                     |
| Cuthbert Coulson Pounder    | 1891 - 1982 | Royaume-Uni       | Généralisaiton des moteurs Diesel à deux temps                                                               |
| James McFadyen McNeill      | 1892 - 1964 | Royaume-Uni       | Queen Mary, HMS Vanguard                                                                                     |
| Konstantin Khrenov          | 1894 - 1984 | Russie            | Inventeur de la soudure sous-marine                                                                          |
| Philip Rhodes               | 1895 - 1974 | États-Unis        | Voiliers Rhodes, 12m JI Weatherly                                                                            |
| Edmund Victor Teffler       | 1897 - 1977 | Royaume-Uni       | Nombreuses avancées en hydrodynamique ; safran Duplex, hélice Heliston                                       |
| Uffa Fox                    | 1898 - 1972 | Royaume-Uni       | Dériveurs modernes ; Firefly, 14 pieds international                                                         |

## XXesiècle
| Nom                          | Dates       | Nationalités     | Œuvres notables |
| ---------------------------- | ----------- | ---------------- | --- |
| Henry A. Schade              | 1900 - 1992 | États-Unis       | Porte-avions de classe Essex et Midway |
| Hyman G Rickover             | 1900 - 1986 | États-Unis       | Développement des sous-marins nucléaires américains (dont l'USS Nautilus)                                                                          |
| Peter Du Cane                | 1901 - 1984 | Royaume-Uni      | Coques planantes, dont Bluebird |
| Eugène Cornu                 | 1903 - 1987 | France           | Dériveurs lestés et voiliers de croisières; Bélouga                                                                                                |
| John Illingworth             | 1903 - 1980 | Royaume-Uni      | Père de la course océanique moderne |
| Anatoly Petrovich Alexandrov | 1903 - 1994 | Russie           | Réacteurs nucléaires navals |
| Geerd Hendel                 | 1903 - 1998 | États-Unis       | Bateaux en aluminium (Whistler), et de la classe J                                                                                                 |
| Auguste Tertu                | 1905 - ?    | France           | plusieurs voiliers de plaisance comme le Meilh ar chaz, nombreux langoustiers mauritaniens comme le Banc d'Arguin, plus grand mauritanien d'Europe |
| Dennis Puleston              | 1905 - 2001 | États-Unis       | DUKW |
| Olin Stephens                | 1908 - 2008 | États-Unis       | Dorade, Columbia |
| Jean-Jacques Herbulot        | 1909 - 1997 | France           | Dériveurs Vaurien, Caravelle, Mousquetaire, croiseur Corsaire                                                                                      |
| André Mauric                 | 1909 - 2003 | France           | Pen Duick VI, Kriter V |
| Bill Luders                  | 1909 - 1999 | États-Unis       | Voiliers Sea Sprite |
| Christopher Cockerell        | 1910 - 1999 | Royaume-Uni      | Invention de l'aéroglisseur |
| Thomas C. Gillmer            | 1911 - 2009 | États-Unis       | Pride of Baltimore II |
| William Avery Baker          | 1911 - 1981 | États-Unis       | Restaurations et répliques (Mayflower) |
| André Cornu                  | 1912 - 2003 | France           | 470 |
| James J Henry                | 1913 - 1986 | États-Unis       | Bridgestone Maru, butanier pionnier |
| Clark Mills                  | 1915 - 2001 | États-Unis       | Optimist |
| Rostislav Alekseïev          | 1916 - 1980 | Russie           | Ékranoplanes, Raketa (foils) |
| Knud Olsen                   | 1919 - 2010 | Danemark         | Yole OK |
| Jan Herman Linge             | 1922 - 2007 | Norvège          | Voiliers Soling, Yngling |
| John Coates                  | 1922 - 2010 | Royaume-Uni      | Répliques de trières |
| E. C. B. Corlett             | 1923 - 2005 | Royaume-Uni      | Restauration du SS Great Britain |
| Igor Spassky                 | 1926 -      | Russie           | Sous-marins soviétiques de classe Delta, Oscar et Typhoon ; Sea Launch                                                                             |
| Phil Bolger                  | 1927 - 2009 | États-Unis       | 668 plans de bateaux ; Sharpies |
| Angus Primrose               | 1927 - 1980 | Royaume-Uni      | Gipsy Moth IV |
| Jon Bannenberg               | 1929 - 2002 | Australie        | Limitless |
| Bruce Kirby                  | 1929 -      | Canada           | Laser |
| Philippe Harlé               | 1931 - 1991 | France           | Petits voiliers habitables (Muscadet) |
| Gilles Costantini            | 1933 - 2007 | France           | Pen Duick II |
| Sylvestre Langevin           | 1934 -      | France           | 300 bateaux, dont Edel Cat 26, Edel Cat 33, Edel Cat 35, Elf Aquitaine I, PiR2, Triagoz, Beaugeste, Blue Moon, Flot 18, Flot 32, Naja 30           |
| Peter Milne                  | 1934 - 2008 | Royaume-Uni      | Fireball |
| Ben Lexcen                   | 1936 - 1988 | Australie        | Quille à ailettes (Australia II) |
| Sigmund Borgundvaag          | 1939 -      | Norvège          | Remorqueurs (Abeille Bourbon) |
| Zygmunt Choreń               | 1941 -      | Pologne          | Grands voiliers modernes : Royal Clipper, Mir |
| German Frers                 | 1941 -      | Argentine        | Super-yachts et voiliers de la Coupe de l'America                                                                                                  |
| Doug Peterson                | 1945 -      | États-Unis       | Coiliers pour la coupe de l'America, dont NZL 32 et America³                                                                                       |
| Michel Joubert               | 1945 -      | France           | Voiliers habitables et de courses (Ton Cup, Admiral's Cup, 60 pieds IMOCA , Coupe de l'America)                                                    |
| Jean Berret                  | 1945 -      | France           | Voiliers habitables et de courses (Mini Transat,Ton Cup, Admiral's Cup, 60 pieds IMOCA])                                                           |
| Daniel Andrieu               | 1946 -      | France           | Voiliers habitables et de courses (Ton Cup, Admiral's Cup, Coupe de l'America)                                                                     |
| Graham Hawkes                | 1947 -      | Royaume-Uni      | Sous-marins d'exploration (série DeepFlight) |
| Ron Holland                  | 1947 -      | Nouvelle-Zélande | Mirabella V |
| Bruce Farr                   | 1949 -      | Nouvelle-Zélande | Concepts VOR60 et VOR70 pour la Volvo Ocean Race (victoire de toutes les éditions de 1986 à 2002)                                                  |
| Gilles Vaton                 | 1952 -      | France           | Adrien, foilers Charles Heidsieck IV et PACA |
| Philippe Briand              | 1952 -      | France           | Mari-Cha III, Mari-Cha IV, French Kiss et les class America Ville de Paris et France 3                                                             |
| Vincent Lauriot Prevost      | 1955 -      | France           | Cofondateur de l'agence VPLP Design |
| Julian Bethwaite             | 1957 -      | Nouvelle-Zélande | B14, B18, 49er, 29er |
| Marc Van Peteghem            | 1957 -      | France           | Cofondateur de l'agence VPLP Design |
| Marc Lombard                 | 1959 -      | France           | Voilier 60' open (Sill, Bonduelle), Figaro Beneteau 2,                                                                                             |
| Stephen Payne                | 1960 -      | Royaume-Uni      | Queen Mary 2 |
| Philippe Meier               | 1962 -      | Suisse           | Catamarans et voiliers 5.5 MJI |
| Olivier Racoupeau            | 1963        | France           | Voiliers de Course (Mini transat, Ton Cup, Admiral's Cup, IMOCA) et Yachts custom et production                                                    |
| Guillaume Verdier            | 1970 -      | France           | Voiliers 60 pieds IMOCA (Bel, Safran, Foncia, Macif...) et coupe de l'America (Emirates Team New Zealand)                                          |
| Martin Defline               | 1974 -      | France           | Defline 19, Imagine 53, Catamaran Electro Solaire Hoa Motu Piti                                                                                    |
| Vincent Lebailly             | 1984        | France           | Garcia GY64, Bi-Loup109, YCC91, rénovation du Marité, YCC60 Open 60 Imoca, Onarius52, CartOOn400, CartOOn700, Hope28                               |